# Foguete Universal

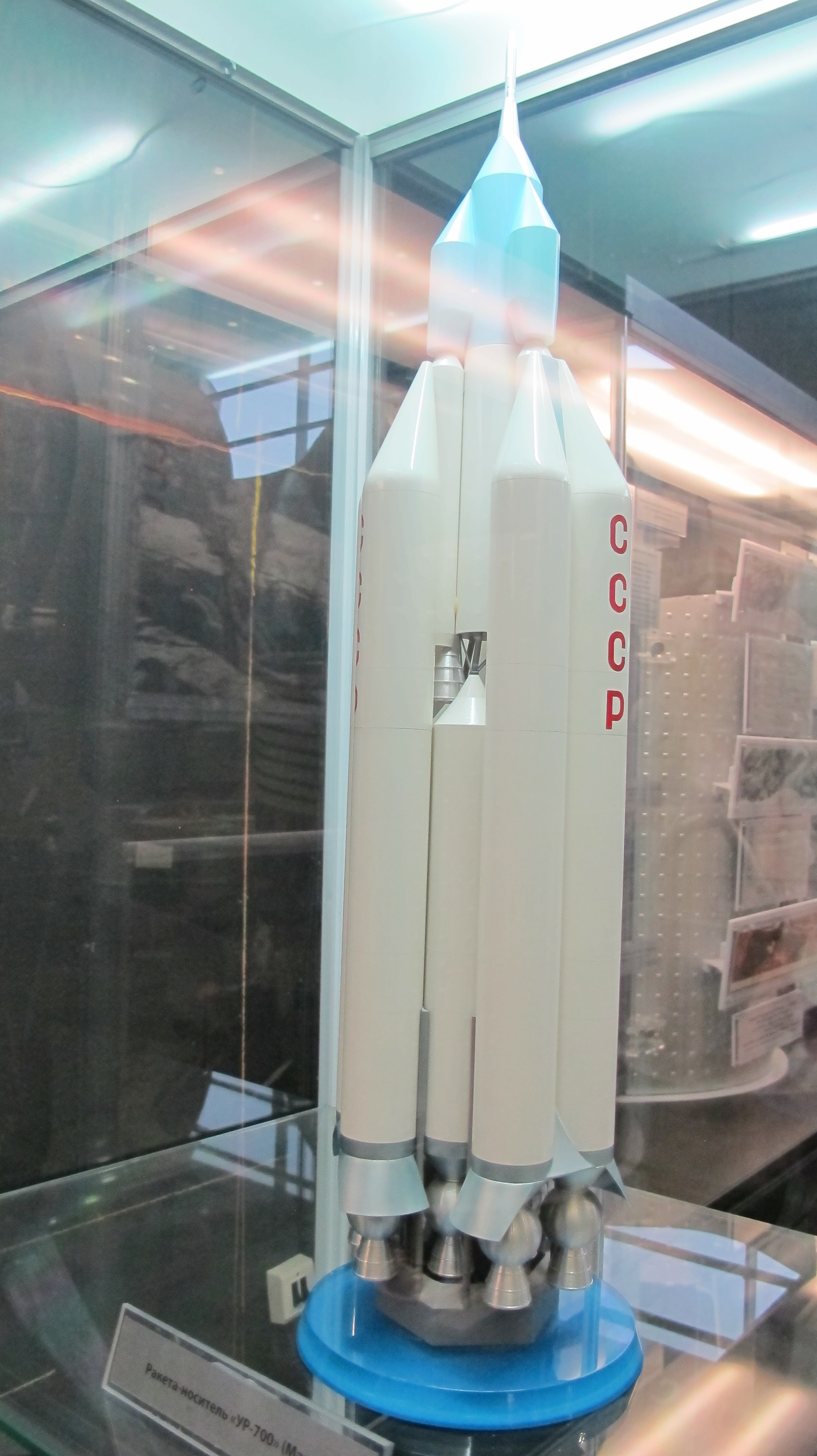
Maquete de um "Foguete Universal" UR-700.

Foguete Universal, em russo универсальная ракета, (ou UR, da sigla em inglês para Universal Rocket), é a designação atribuída a um conjunto de foguetes e mísseis projetados pela União Soviética durante a Guerra Fria. A maioria deles nem sequer foi produzida, outros fizeram sucesso e tiveram versões melhoradas e modernizadas até os dias de hoje.
A intenção era a de que: uma vez desenvolvida uma tecnologia, padronizá-la para que pudesse ser empregada em todos os foguetes Soviéticos. Muitas variantes foram planejadas, das quais apenas três foram produzidas e chegaram a voar, e dessas, só duas entraram em serviço.
Além dessas, o projeto do ICBM UR-500, que foi cancelado, serviu como base para a família de foguetes Proton.

## Principais modelos
- UR-100
- UR-200
- UR-500 - deu origem à família de foguetes Proton
- UR-700 - alternativa para o foguete N1, não chegou a ser produzido.
- UR-900 - não chegou a ser produzido.

## Literatura
- Mark Wade. «Universal Rockets» (em inglês). friends-partners.org
- Mark Wade. «UR-100» (em inglês). Astronautix.com
- Mark Wade. «UR-200» (em inglês). Astronautix.com
- Mark Wade. «Proton» (em inglês). Astronautix.com
- Mark Wade. «UR-700» (em inglês). Astronautix.com
- Mark Wade. «UR-700M» (em inglês). Astronautix.com
- Mark Wade. «UR-900» (em inglês). Astronautix.com